# 소돔의 120일
《소돔의 120일 혹은 방탕주의 학교》(프랑스어: Les 120 Journées de Sodome ou l'école du libertinage)는 프랑스 작가이자 귀족인 도나시앵 알퐁스 프랑수아, 사드 후작이 1785년에 집필하고 1904년에 원고가 재발견된 후 출판된 미완성 소설이다. 이 작품은 네 명의 부유한 프랑스 방탕자들이 4개월 동안 궁극적인 성적 만족을 추구하는 과정을 묘사하는데, 그들은 12명의 공범자, 20명의 지정된 희생자, 10명의 하인들과 함께 슈바르츠발트(검은 숲) 중심부에 있는 접근 불가능한 성에 자신들을 가두고 있다. 네 명의 노년 매춘부들이 그들의 가장 기억에 남는 고객들에 관한 이야기를 들려주는데, 이 고객들의 성적 행위는 분변기호증, 시체성애증, 동물성애증, 근친상간, 강간, 아동 성학대 등을 포함한 600가지의 "열정"과 관련되어 있다. 이러한 이야기들은 방탕자들에게 영감을 주어 점점 더 폭력적인 행위를 하게 만들고, 결국 대부분이 청소년과 젊은 여성인 희생자들을 고문하고 살해하게 된다.
이 소설은 초안 형태로만 남아있다. 서문과 첫 번째 부분은 사드의 상세한 계획에 따라 작성되었으나, 이후 세 부분은 대부분 메모 형태로 되어 있다. 사드는 바스티유 감옥에 수감되어 있는 동안 비밀리에 이 작품을 집필했다. 1789년 7월 14일 혁명가들이 요새를 습격했을 때, 사드는 원고가 유실되었다고 믿었다. 그러나 그가 모르는 사이에 원고는 발견되어 보존되었고, 결국 1904년에 성학자들의 과학적 관심을 위해 제한된 판으로 출판되었다. 이 소설은 프랑스와 영어권 국가에서 포르노그래피로 금지되었다가 1960년대에 상업적 판본으로 더 널리 이용 가능하게 되었다. 1990년에는 권위 있는 프랑스 플레이아드 판으로 출판되었으며, 2016년에는 새로운 영어 번역본이 펭귄 클래식으로 출판되었다. 대한민국에서는 새터 출판사의 1990년과 고도 출판사의 2000년 번역본이 금서로 지정되어 절판된 바 있으며, 동서문화사의 2012년 판본부터 대중에게 공개될 수 있었다.
이 소설은 제2차 세계대전 이후 점점 더 많은 비평적 관심을 끌었다. 1957년 조르주 바타유는 이 작품이 "인간이 억제하고 침묵을 지켜야 하는 자유에 대한 근본적인 욕망을 나타내기 때문에 다른 모든 책보다 뛰어나다"고 말했다. 그러나 비평적 의견은 여전히 나뉘어 있다. 닐 셰퍼는 이를 "가장 급진적이고 가장 중요한 소설 중 하나"라고 부르는 반면, 로렌스 루이 봉지에게는 "끝없는 변태적 타락의 늪"이다.

## 텍스트
기존 텍스트들은 1789년 바스티유 습격 이후 발견된 불완전한 원고에서 유래한다. 이 소설은 서문과 네 부분 그리고 메모, 보충자료, 부가물로 구성되어 있다. 사드는 서문과 첫 번째 부분을 초안 형태로 완성했다. 두 번째부터 네 번째 부분은 주로 상세한 메모로 구성되어 있다. 사드는 완성한 초안을 수정하거나 교정하지 않았기 때문에 일부 오류와 불일치가 존재한다.

## 줄거리

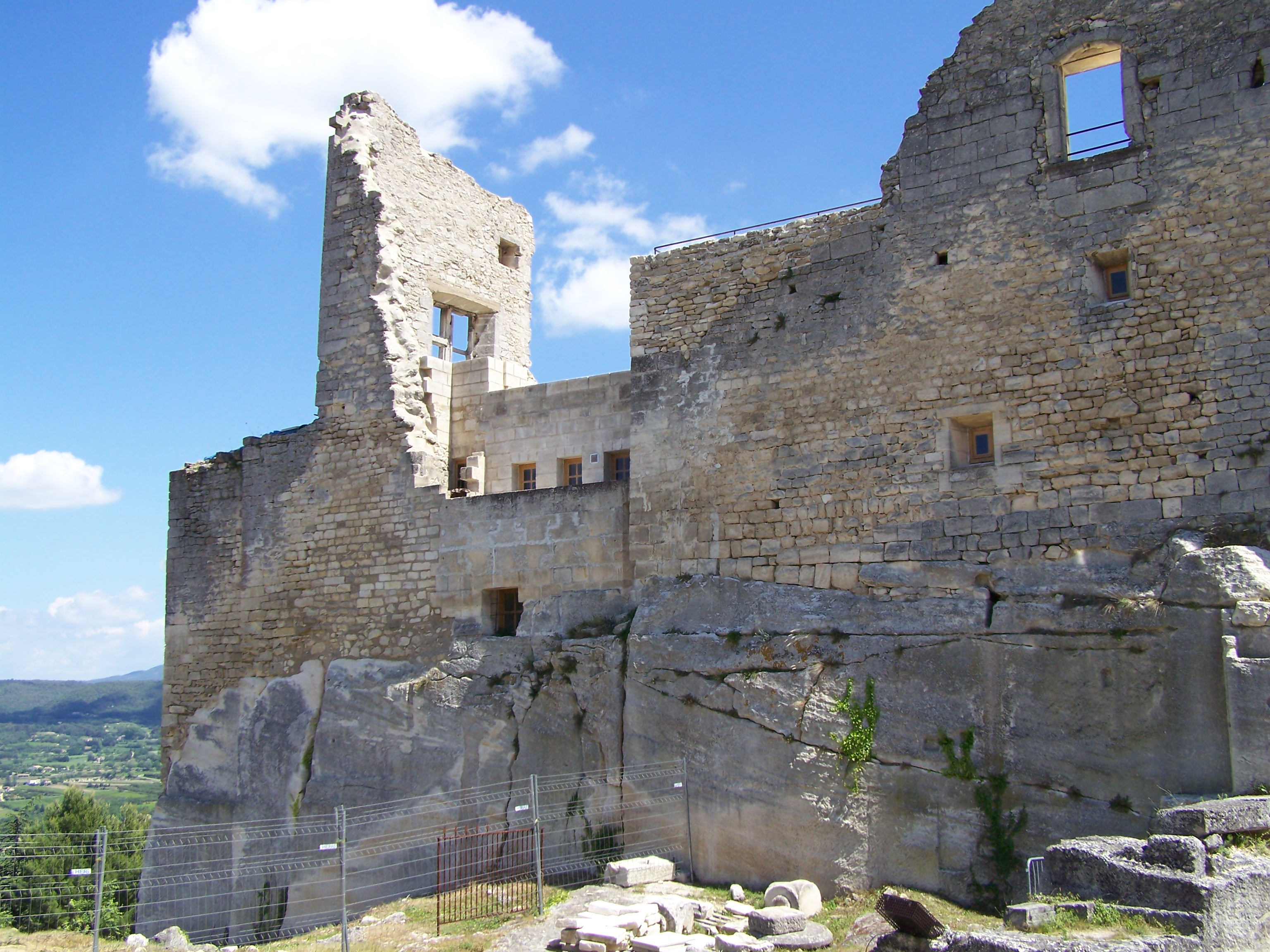
폐허가 된 라코스테성

《소돔의 120일》은 루이 14세 통치 말기에 배경을 두고 있다. 네 명의 부유한 방탕자들—귀족을 대표하는 블랑지 공작, 성직자를 대표하는 X*** 주교, 사법 체계를 대표하는 쿠르발 재판관, 그리고 고위 금융계를 대표하는 뒤르세—은 여러 공범자들과 희생자들과 함께 슈바르츠발트(검은 숲) 산꼭대기에 위치한 고립된 성, 실링성에 자신들을 가둔다. 그들의 주요 공범자들은 네 명의 중년 여성들로, 이들은 평생을 방탕한 생활을 해왔으며 방탕, 고문, 살인에 관한 이야기를 남성 방탕자들의 즐거움과 교육을 위해 들려줄 것이다. 이후 남성 방탕자들은 선별된 희생자들에게 이러한 범죄를 모방하려 할 것이다. "성교자"라고 불리는 여덟 명의 남성 공범자들은 그들의 큰 성기 때문에 모집되었다. 주요 희생자들은 방탕자들의 네 딸들 중에서 선발될 것인데, 이 중 세 명은 그들의 아버지가 아닌 다른 방탕자들과 결혼시켰다. 다른 희생자들은 12세에서 15세 사이의 소녀들과 소년들로 구성된 하렘에서 선발될 것이다. 방탕자들은 또한 가정교사, 요리사, 그리고 식기 하녀를 포함한 다른 하인들도 고용했다.
이 난교는 11월 1일부터 2월 28일까지 진행되며, 각 희생자들이 육체적 처벌이나 사망의 위험을 무릅쓰고 따라야 하는 규칙과 엄격한 시간표에 따라 조직된다. 성행위 세션은 매일 저녁 이야기 세션 전후로 예정되어 있다. 각 이야기꾼은 한 달 동안 당번이며, 매일 저녁 그들의 삶에서 다섯 가지 "열정"(자연과 종교 법칙의 변태)을 보여주는 이야기를 들려준다. 따라서 4개월 동안 600가지 열정을 보여주는 120개의 이야기가 있을 것이다. 이러한 열정들은 단순한 것, 복잡한 것, 범죄적인 것, 그리고 살인적인 것이라는 점점 더 복잡하고 잔인한 네 가지 범주로 나뉜다. 네 명의 방탕자들은 자주 이러한 이야기들을 중단하고 희생자들과 다른 이들과 함께 묘사된 열정에 탐닉한다. 그들은 또한 이야기가 끝난 후 난교를 통해 이러한 열정들을 모방한다.
- 서문. 120일 난교의 배경이 상세히 제시되며, 네 명의 방탕자들과 그들의 딸들에 대한 인물 묘사도 함께 소개된다. 블랑지는 신은 존재하지 않으며 자신은 단지 자연이 부여한 본능을 따르는 기계에 불과하다고 주장한다. 행위를 미덕과 악덕으로 분류하는 것은 단지 사회적 관습일 뿐이며, 유일한 보편적 선은 개인적 쾌락이다. 악덕이 그에게 가장 큰 쾌락을 주기 때문에, 그는 자신의 악덕과 열정에 탐닉함으로써 자연의 지시를 따르고 있는 것이다.[10]
- 제1부. 11월, 단순한 열정들. 이 일화들은 상세히 기술되어 있으며, 성교를 포함하지 않는다는 의미에서 "단순하다". 이야기들은 아동 성학대, 소변 마시기, 구토물 마시기, 분변기호증, 시체성애증 등을 포함한다. 블랑지는 자연이 우리에게 어머니를 증오하도록 가르친다고 주장한다. 그는 나중에 범죄 자체가 즐거움을 주며 따라서 자연에 부합한다고 덧붙인다. 그러나 쿠르발은 사람이 두세 가지의 가장 큰 범죄를 저지른 후에는 그 즐거움이 시들해진다고 주장한다. 그는 태양을 파괴하거나 그 별을 이용하여 세상을 불태우고 싶어한다.[11]
- 제2부. 12월, 복잡한 열정들. 메모 형태로 쓰인 이 일화들은 세 살짜리 어린이를 강간하거나 근친상간과 채찍질에 탐닉하는 남성들과 같은 행위를 포함한다. 미사 중에 매춘부들과 성관계를 갖는 등의 신성모독적 활동에 탐닉하는 남성들의 이야기도 있다. 저녁 난교 중에 여자 아이들은 강간당한다. 그 달 이야기의 다른 요소들, 예를 들어 채찍질도 실행된다.[12]
- 제3부. 1월, 범죄적 열정들. 이 메모들은 살인에는 이르지 않지만 범죄적 활동에 탐닉하는 방탕자들의 이야기를 개략적으로 설명한다. 여기에는 세 살짜리 소녀들을 항문 성교하는 남성들, 자신의 딸들을 다른 사람들에게 매춘시키고 그 과정을 지켜보는 남성들, 여성들의 손가락을 뜯어내거나 달궈진 화로로 그들을 태우는 등의 방법으로 여성을 절단하는 사람들이 포함된다. 이 달 동안, 네 명의 방탕자들은 열여섯 명의 남녀 아이들과 항문 성교를 하며, 시간이 지남에 따라 다른 희생자들과 함께 정기적인 구타, 채찍질, 고문으로 더 잔인하게 대우받는다.[13]

- 제4부. 2월, 살인적 열정들. 대부분 메모 형태로 쓰인 마지막 150개의 일화들은 살인을 포함한다. 여기에는 아이들의 가죽을 산 채로 벗기고, 임신한 여성의 내장을 꺼내고, 가족 전체를 산 채로 불태우고, 신생아를 그들의 어머니 앞에서 죽이는 방탕자들이 포함된다. 마지막 이야기는 11월의 단순한 열정들 이후 상세히 쓰인 유일한 것으로, 하인들에 의해 손으로 자극을 받으면서 15명의 십대 소녀들이 동시에 고문당해 죽는 것을 지켜보는 "지옥의 방탕자"를 특징으로 한다. 이 달 동안, 방탕자들은 네 딸 중 세 명과 함께 여자 아이들 중 네 명, 남자 아이들 중 두 명, 그리고 "성교자" 한 명을 죽인다. 소녀들 중 한 명의 고문, 살인, 절단이 상세히 묘사되어 있다.[14]
  - 3월. 사드는 120일 동안 살해된 사람들의 명단을 열거한다. 방탕자들은 생존자 12명을 살려두고 나머지를 살해하기로 결정한다. 살려둔 이들은 네 명의 이야기꾼, 네 명의 성교자들, 세 명의 요리사, 그리고 쥴리이다. 그들은 매일 한 명씩 처형하는 일정을 작성한다. 사드는 그런 다음 최종 집계를 제시한다. 10명은 난교 과정에서 살해되었고, 20명은 3월 1일부터 살해되었으며, 16명은 파리로 돌아갔다.[15]

## 등장인물
네 명의 남성 방탕자들:
- 블랑지 공작은 50세의 귀족으로 어머니를 독살하여 그녀의 유산을 차지함으로써 부를 획득했다. 또한 자신의 누이와 세 명의 아내를 살해했다. 키가 크고 강하며, 큰 성기와 탐욕스러운 성적 욕구를 가지고 있다. 성교 중에 여성들을 살해했지만 비겁한 사람이다.
- X*** 주교는 블랑지의 45세 형제이다. 그는 자신의 보살핌 아래 있던 두 명의 젊은이들을 살해하고 그들의 유산을 훔쳐 부를 획득했다. 형제의 악습을 공유하지만 야위고 약하다. 능동적 및 수동적 비역에 열정을 가지며, 살인과 성행위를 결합하는 것을 즐긴다. 질 성교를 거부하는 여성혐오자이다.
- 쿠르발 재판관은 60세로, 여위고 "몸이 끔찍하게 더럽다". 그는 불결성애증이 있다. 무고한 사람들에게 사형을 선고하는 것을 즐기던 전직 판사이다. 한때 어린 소녀를 강간하고 그녀와 그녀의 어머니에게 소녀의 아버지가 처형되는 것을 보도록 강요했다. 그런 다음 두 여성을 살해했다.
- 뒤르세는 53세의 은행가이다. 키가 작고 통통하며 창백하고, 여성의 체형을 가지고 있다. 상당한 유산을 얻기 위해 자신의 어머니, 아내, 그리고 아내의 조카를 살해했다. 여성스럽고 수동적 항문 성교와 펠라티오에 열정을 가지고 있다. 청소년기부터 블랑지와 성적 관계를 맺어왔다.

그들의 공범자들:
- 이야기꾼들. 네 명의 중년 여성 방탕자들로, 네 명의 주요 인물들에게 유사한 타락 행위를 고무시키기 위해 자신들의 타락한 경력에 관한 일화를 들려줄 것이다.
  - 뒤클로 부인은 48세로, 재치 있고, 여전히 꽤 매력적이며 잘 관리되고 있다.
  - 샹빌 부인은 50세로, 레즈비언이며, 8센티미터(3인치) 크기의 클리토리스를 간지럼 태우는 것을 좋아한다. 그녀는 질적으로는 처녀이지만, 뒷부분은 사용으로 인해 늘어지고 닳아서 그곳에서 아무것도 느끼지 못한다.
  - 마르텐 부인은 52세이며 항문성교를 선호한다. 자연적인 기형으로 인해 그녀는 질 성교를 할 수 없다.
  - 데그랑주 부인은 56세로, 창백하고 수척하며, 죽은 눈을 가지고 있고, 항문이 너무 커서 그곳에서 아무것도 느끼지 못한다. 그녀는 젖꼭지 하나, 손가락 세 개, 치아 여섯 개, 그리고 눈 하나가 없다. 그녀는 재치 있고 네 명 중 가장 타락했으며, 살인자, 강간범, 그리고 일반적인 범죄자이다.
- 주로 큰 성기 때문에 선택된 여덟 명의 "성교자들". 이름이 식별되지 않은 네 명은 "2등급 성교자들"로만 언급되며, 3월의 최종 대학살에서 살해된다.
  - 헤라클레스, 26세
  - 안티노우스, 30세
  - 범클리버(프랑스어: Brise-Cul, "항문 파괴자")
  - 인빅터스(프랑스어: Bande-au-ciel, "하늘로 발기")

희생자들:
- 네 명의 주요 인물들의 딸들로, 그들은 수년간 성적으로 학대해왔다. 줄리만 제외하고 모두 살해되는데, 줄리는 자신이 방탕자임을 증명한 후 살아남는다.
  - 콘스탕스는 22세이다. 뒤르세의 딸이며 블랑지와 결혼했다. 키가 크고, 검은 머리를 가졌으며, 매력적이고 종교에 대해 완전히 무지하다.
  - 아델라이드는 20세이다. 쿠르발의 딸이며 뒤르세와 결혼했다. 작고, 가냘프며, 금발이고, 낭만적이며, 덕이 있고 독실하게 종교적이다.
  - 줄리는 24세이다. 블랑지의 딸이며 쿠르발과 결혼했다. 키가 크고, 통통하며, 갈색 머리를 가졌다. 그녀는 구취가 심하고 항문과 질의 위생 상태가 매우 불량하다. 그녀는 타락했다.
  - 알린은 18세이다. 주교의 딸이며 블랑지의 정부이다. 키가 크고 체형이 좋으며, 건강하고, 절제하며, 깨끗하고, 사실상 글을 모르며, 종교에 대해 완전히 무지하다.

- 12세에서 15세 사이의 소년 여덟 명과 소녀 여덟 명으로, 그들의 아름다움, 처녀성, 그리고 높은 사회적 지위 때문에 선택되었다.

| 소녀들: - 오귀스틴, 15 - 패니, 14세 - 젤미르, 15세 - 소피, 14세 - 콜롱브, 13세 - 헤베, 12세 - 로제트, 13세 - 미셰트, 12세 | 소년들: - 젤라미르, 13세 - 큐피던, 13세 - 나르시스, 12세 - 제피르, 12세 - 셀라동, 14세 - 아도니스, 15세 - 히아신스, 14세 - 지통, 12세 |

- 네 명의 중년 여성들은 아이들과 대조를 이루기 위해 그들의 추함 때문에 선택되었으며, 가정교사로 봉사하기 위해 데려와졌다.
  - 마리, 58세, 자신의 14명의 자녀 모두를 목 졸라 죽였으며 엉덩이 중 하나는 농양에 의해 소모되었다.
  - 루이송, 60세, 발육이 저하되고, 등이 굽었으며, 한쪽 눈이 멀고 절름발이이다.
  - 테레즈, 62세, 머리카락이나 치아가 없다. 그녀의 항문은 더럽고 화산 입구와 비슷하다. 그녀의 모든 구멍에서 악취가 난다.
  - 팡숑, 69세, 키가 작고 뚱뚱하며, 큰 치질을 가지고 있다. 그녀는 보통 술에 취해 있고, 끊임없이 구토하며, 대변 실금이 있다.

방탕자들은 또한 세 명의 여성 요리사(그들의 기술 때문에 살아남음)와 세 명의 식기 하녀를 모집한다.

## 원고 역사
사드는 1785년 바스티유에 수감되어 있는 동안 37일에 걸쳐 《소돔의 120일》을 집필했다. 글쓰기 재료가 부족하고 압수를 우려하여, 그는 감옥으로 밀반입된 후 서로 붙여진 개별 작은 종이 조각들로 이루어진 연속적인 종이 두루마리에 아주 작은 글씨로 작품을 썼다. 그 결과물은 길이 12미터(39피트), 너비 12센티미터(4.7인치)의 두루마리로, 사드는 이를 단단히 말아 자신의 감방 벽 안에 숨겨두곤 했다. 파리에서 혁명적 긴장이 고조되면서, 사드는 바스티유 밖에 모인 사람들에게 경비병들이 수감자들을 살해하고 있다고 외쳐 폭동을 선동했다. 그 결과, 이틀 후인 1789년 7월 4일, 그는 "벌레처럼 알몸인" 상태로 샤랑통 정신병원으로 이송되었고, 진행 중이던 소설을 회수할 수 없었다. 사드는 프랑스 혁명이 시작될 때인 1789년 7월 14일 바스티유가 습격받고 약탈당했을 때 이 작품이 파괴되었다고 믿었다. 그는 그 손실로 인해 비통해하며 자신의 슬픔 속에서 "피의 눈물을 흘렸다"고 기록했다.

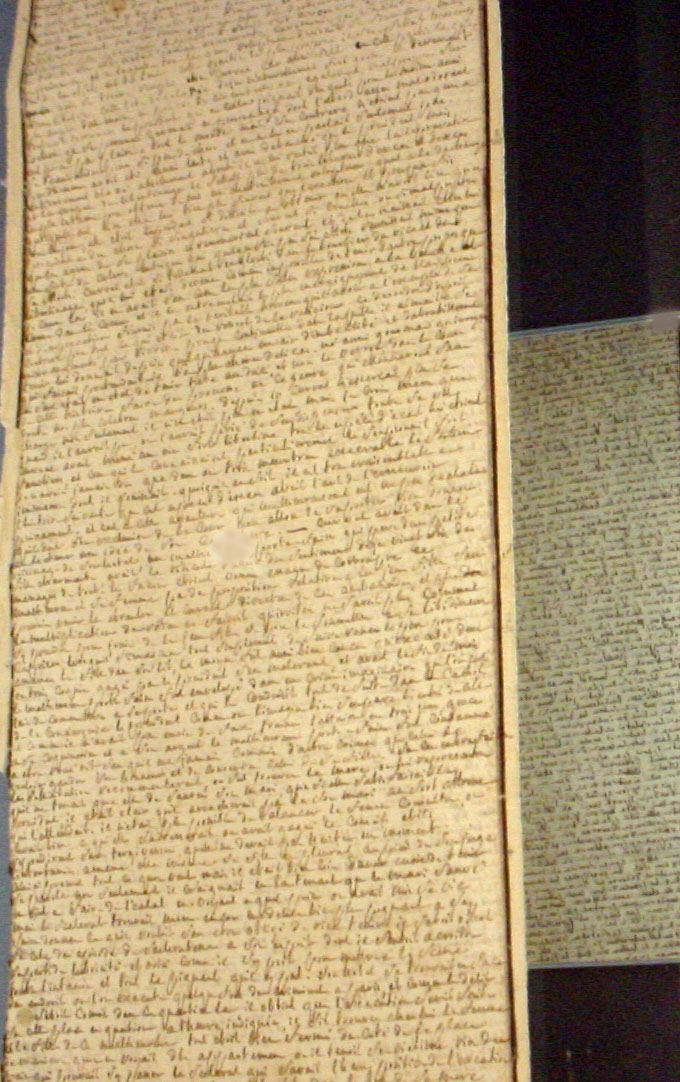
《소돔의 120일》의 세부

그러나 그 두루마리는 습격 이틀 전에 아르누 드 생 막시맹이라는 시민이 발견하여 반출되었다. 역사학자들은 그에 대해, 또는 그가 왜 그 원고를 가져갔는지에 대해 거의 알지 못한다. 이 원고는 빌뇌브-트랑 가문에 전해졌고 1900년경 독일인 수집가에게 팔렸다. 이 작품은 1904년에 베를린의 정신과 의사이자 성학자인 이반 블로흐(논란을 피하기 위해 "오이겐 뒤렌 박사"라는 가명을 사용했다)에 의해 처음 출판되었다. 사드의 직계 후손인 마리 로르를 아내로 둔 샤를 드 노아유 자작은 1929년에 그 원고를 구입했다. 이는 그들의 딸 나탈리에게 상속되었고, 그녀는 그것을 가족 영지의 서랍에 보관했다. 그녀는 때때로 그것을 꺼내어 손님들에게 보여주곤 했는데, 그 중에는 작가 이탈로 칼비노도 있었다. 나탈리 드 노아유는 나중에 그 원고를 친구인 장 그루에에게 맡겼다. 1982년, 그루에는 그녀의 신뢰를 배신하고 그 원고를 스위스로 밀반출하여 제라르 노르드만에게 60,000달러에 팔았다. 국제적인 법정 논쟁이 이어졌고, 프랑스 법원은 그것을 노아유 가문에 반환하라는 명령을 내렸지만, 1998년 스위스 법원이 이를 번복하여 그 수집가가 선의로 구매했다고 선언했다.
이 원고는 2004년에 제네바 근처에서 처음으로 전시되었다. 제라르 레리티에는 그의 투자 회사를 위해 700만 유로에 이 두루마리를 구입했고, 2014년에는 파리의 그의 문서 및 원고 박물관에 이를 전시했다. 2015년, 레리티에는 자신의 회사를 폰지 사기로 운영한 혐의로 사기 혐의를 받았다. 이 원고들은 프랑스 당국에 의해 압수되었고 경매로 넘어가기 전에 투자자들에게 반환될 예정이었다. 2017년 12월, 프랑스 정부는 원본 원고를 국가 보물로 인정하여 정부가 구매 자금을 마련할 시간을 확보했다. 정부는 기부자들에게 세금 혜택을 제공함으로써 455만 유로의 후원금을 통해 프랑스 국립도서관을 위한 원고 구매를 도왔다. 프랑스 정부는 2021년 7월에 이 원고를 인수했다.

## 반응
이 소설의 최초 출판 버전인 이반 블로흐(1904년)와 모리스 하인(3권, 1931-35년)이 편집한 것은 성학자들의 사용을 위한 성적 변태 개요서로 의도된 한정판이었다. 그러나 사드의 소설가이자 사상가로서의 비평적 평판은 제2차 세계대전 이전까지 좋지 않았다. 1938년, 사무엘 베케트는 "100명 중 1명도 포르노그래피 속에서, 또는 포르노그래피 아래에서 문학을 발견하지 못할 것이며, 내게는 18세기의 대표적 작품 중 하나임에도 불구하고 그렇다"고 썼다.
사드는 전쟁 이후 더 많은 비평적 관심을 받았다. 시몬 드 보부아르는 자신의 에세이 "우리는 사드를 불태워야 하는가?"(1951-52년 발표)에서 사드가 2류 작가이며 "읽을 수 없는" 작가임에도 불구하고, 그의 가치는 "인간과 인간의 관계의 진정한 본질"을 우리가 재고하도록 만드는 데 있다고 주장했다.
조르주 바타유는 1957년에 다음과 같이 기술했다.
감옥의 고독 속에서, 사드는 의식이 사회 구조와 인간의 이미지 자체를 기반으로 삼은 그 통제 불가능한 욕망들에 합리적 표현을 부여한 최초의 인물이었다... 실로 이 책은 인간의 정신이 실제 모습 그대로 보여지는 유일한 책이다. 《소돔의 120일》의 언어는 점진적이고 체계적으로 퇴락하는 우주의 언어로, 그것이 제시하는 존재들의 전체성을 고문하고 파괴한다... 아무도, 그것에 완전히 귀머거리가 아니라면, 메스꺼움을 느끼지 않고 《소돔의 120일》을 끝까지 읽을 수 없다.
질베르 렐리는 《소돔의 120일》의 서문을 사드의 걸작으로 여겼지만, 소설의 나머지 부분은 사드의 식분증에 대한 강조로 인해 손상되었다고 생각했다. 필립스와 웨인하우스, 시버는 사드의 후기 방탕 소설들이 더 많은 문학적 가치와 철학적 깊이를 지니고 있다고 생각한다. 그럼에도 불구하고, 웨인하우스와 시버는 "이것은 아마도 그의 걸작일 것이다; 최소한, 그가 건설한 거대한 건물이 세워진 주춧돌이다"라고 결론짓는다. 대조적으로, 런던의 《타임스》에 글을 쓴 멜리사 카추리스는 이 소설을 "변태적 성행위를 넘어 소아성애, 고문, 그리고 우리 모두가 아마도 알지 않는 편이 나을 여러 가지 다른 메스꺼운 활동의 영역으로 나아가는 비열하고 보편적으로 불쾌한 변태의 목록"이라고 불렀다.
이 소설은 1960년대까지 프랑스, 미국, 영국에서 금지되었다. 1947년, 장-자크 포베르는 최초의 상업적 프랑스어 판을 출판했다. 그는 1950년대에 외설죄로 기소되었지만 계속해서 출판했다. 1954년, 파리의 올림피아 프레스는 오스트린 웨인하우스가 번역한 영어판을 출판했는데, 이는 영어권 국가에서 공개적으로 판매되지 않았다. 최초의 상업적 영어판은 1966년 미국의 그로브 프레스에서 출판되었다. 1990년에 이 소설은 필립스가 "고전적 지위"의 표시라고 부르는 권위 있는 프랑스 플레이아드 판으로 출판되었다. 2016년에는 이 소설의 현대 영어 번역본이 펭귄 클래식으로 출판되었다.

### 한국어 번역판
《소돔의 120일》은 여러 번역가에 의해 한국어로 번역되었다. 1990년 황수원, 심효림 번역으로 《소돔 120일》이라는 제목으로 새터 출판사에서 최초 출간되었다. 2000년에는 고도 출판사에서 《소돔 120일》이라는 제목으로 새터판을 재출간하였다. 두 판본은 모두 간행물윤리위원회에 의해 금서로 지정되어 절판되었다. 2012년에는 번역가 김문운이 《소돔의 120일》이라는 제목으로 동서문화사를 통해 출판하였다. 이 판본 또한 유해간행물로 지정되어 수거 및 폐기 조처될 예정이었으나, 출판계와 사회 각계의 항의를 받은 뒤 "인간의 추악한 내면을 까발린 고전이라는 점을 인정"하여 청소년유해간행물로 재판정되어 19세미만 구독불가로 유통될 수 있었다. 2018년에는 번역가 성귀수의 번역으로 사드 전집 2권, 《소돔 120일 혹은 방탕주의 학교》라는 제목으로 워크룸 프레스를 통해 출판되었다.

## 주제와 분석
학자 존 필립스는 《소돔의 120일》을 방탕 소설로 분류한다. 필립스에 따르면, 사드의 의도는 공공연히 포르노그래피적이었지만, 그는 또한 이 소설을 사회 풍자, 백과사전과 과학적 방법의 패러디, 방탕주의 이론을 설명하는 교훈적 텍스트, 그리고 전체적 권력과 성적 방종에 대한 환상으로 의도했다. 이 소설은 분류, 질서, 숫자에 대한 강박; 논문과 난교의 번갈아 나타나는 제시; 그리고 모든 성적 행위를 목록화하려는 욕망 등 전형적인 사드적 주제들을 보여준다.
필립스는 이 소설의 질서, 분류, 숫자, 분변기호증에 대한 강조를 프로이트의 인간 성욕의 항문기와 연관시킨다. 그는 또한 이 소설의 어머니 증오 주제가 프로이트적 관점에서 어머니에 대한 무의식적 성적 욕망으로 해석될 수 있으며, 실링 성은 자궁 상징으로 볼 수 있다고 제안한다.
사드의 전기 작가인 닐 셰퍼는 이 소설의 주요 주제를 신, 권위, 성별에 대한 반항으로 본다. 이에 대해 사드는 쾌락주의와 비도덕적, 유물론적 자연관을 제시한다. 전기 작가인 프랑신 뒤 플레시 그레이는 이 소설을 디스토피아로 보며, "지금까지 그려진 가장 천박하고 가장 혐오스러운 허구적 디스토피아"라고 부른다.

## 영화 각색
루이스 부뉴엘의 영화 《황금시대》(1930년)의 마지막 장면은 블랑지 공작이 셀리니성에서 나오는 모습을 보여준다. 부뉴엘은 《소돔의 120일》을 읽었고 그 반성직자주의와 성에 대한 집중에 깊은 인상을 받았다.
1975년, 피에르 파올로 파솔리니는 《살로 소돔의 120일》(Salò o le 120 giornate di Sodoma)을 제작했다. 배경은 18세기 프랑스에서 베니토 무솔리니 정권의 마지막 시기인 살로 공화국으로 옮겨졌다. 《살로》는 일반적으로 가장 논란이 많은 영화 중 하나로 꼽힌다.

## 주해
1. ↑  《방종의 학교》로도 부른다.

## 참고문헌
- Beckett, Samuel (2009).  Fehsenfeld, Martha Dow; Overbeck, Lois More, 편집. 《The Letters of Samuel Beckett: 1921-1940》. Cambridge: Cambridge University Press. ISBN 978-0-521-86793-1.
- Bongie, Laurence Louis (1998). 《Sade: A Biographical Essay》. Chicago: University of Chicago Press. ISBN 0-226-06420-4.
- Gray, Francine du Plessix (1998). 《At Home with the Marquis de Sade: a life》. New York: Simon & Schuster. ISBN 0-684-80007-1.
- Lever, Maurice (1993). 《Marquis de Sade, a biography》. 번역 Goldhammer, Arthur. London: Harper Collins. ISBN 0-246-13666-9.
- Phillips, John (2001). 《Sade: the Libertine Novels》. London and Sterling, VA: Pluto Press. ISBN 0-7453-1598-4.
- Sade, Donatien Alphonse François (1987).  Wainhouse, Austryn; Seaver, Richard, 편집. 《The 120 Days of Sodom and Other Writings》. New York: Grove Press. ISBN 978-0-8021-3012-9.
- Schaeffer, Neal (2000). 《The Marquis de Sade: a Life》. New York City: Knopf Doubleday. ISBN 978-0-67400-392-7.

## 서지
- Sade, Marquis de (1954). 《The 120 Days of Sodom; or, The Romance of the School for Libertinage》. 번역 Casavini, Pieralessandro [pseud. of Austryn Wainhouse]. Paris: Olympia Press.
- The 120 Days of Sodom and Other Writings, Grove Press, New York; Reissue edition 1987 [First published 1966] ISBN 978-0-8021-3012-9
- The 120 Days of Sodom Penguin Books, London 2016 ISBN 978-0141394343